# A Profesionalna Futbolna Grupa 2013-2014
L'A Profesionalna Futbolna Grupa 2013-2014 è stata la 90ª edizione della massima serie del campionato di calcio bulgaro. La stagione è iniziata il 19 luglio 2013, con l'incontro tra Černomorec e Černo More, ed è terminata il 18 maggio 2014. Per la prima volta dopo dodici anni il campionato è stato diviso in due fasi: la stagione regolare, durante la quale ogni squadra ha disputato 26 partite, ed i play-off, con le squadre divise in due gruppi da 7; le prime sette classificate si sono affrontate per aggiudicarsi il titolo, le ultime sette per evitare la retrocessione in B PFG. Il Ludogorec ha vinto il titolo di campione della Bulgaria per la terza volta consecutiva.

## Stagione

### Novità
Il campionato è stato portato da sedici squadre a quattordici, con la retrocessione di quattro squadre dalla prima divisione, e la promozione di due squadre dalla seconda. Sono retrocesse in B PFG il Botev Vraca, il Minjor Pernik, il Montana e l'Etăr 1924, mentre sono state promosse il Neftohimik ed il Ljubimec, che ha così debuttato nella prima divisione bulgara.

### Formula
Le squadre si affrontano nella stagione regolare due volte, per un totale di 26 partite.
Le prime sette squadre si affrontano due volte, per un totale di 12 partite per squadra. La prima classificata, oltre alla vittoria del campionato, si qualifica al secondo turno dei preliminari della Champions League 2014-2015; la seconda classificata affronta il secondo turno preliminare dell'Europa League 2014-2015, mentre la terza parte del primo turno preliminare dell'Europa League.
Anche le ultime sette squadre si affrontano due volte, per un totale di 12 partite per squadra, e le ultime quattro classificate retrocedono in B PFG.

## Squadre partecipanti
| Club                   | Stagione | Città        | Stadio                        | Stagione 2012-2013   |
| ---------------------- | -------- | ------------ | ----------------------------- | -------------------- |
| Beroe                  | dettagli | Stara Zagora | Stadio Beroe                  | 7º posto in A PFG    |
| Botev Plovdiv          | dettagli | Plovdiv      | Stadio Hristo Botev           | 4º posto in A PFG    |
| Černo More Varna       | dettagli | Varna        | Stadio Ticha                  | 10º posto in A PFG   |
| PSFK Černomorec Burgas | dettagli | Burgas       | Lazur Stadium                 | 6º posto in A PFG    |
| CSKA Sofia             | dettagli | Sofia        | Stadio dell'Esercito Bulgaro  | 3º posto in A PFG    |
| Levski Sofia           | dettagli | Sofia        | Stadio Georgi Asparuhov       | 2º posto in A PFG    |
| Liteks Loveč           | dettagli | Loveč        | Stadio Loveč                  | 5º posto in A PFG    |
| Ljubimec 2007          | dettagli | Ljubimec     | Stadio Gradski (Ljubimec)     | 2º posto in B PFG    |
| Lokomotiv Plovdiv      | dettagli | Plovdiv      | Stadio Lokomotiv              | 9º posto in A PFG    |
| Lokomotiv Sofia        | dettagli | Sofia        | Stadio Nazionale Vasil Levski | 12º posto in A PFG   |
| Ludogorec              | dettagli | Razgrad      | Ludogorec Arena               | Campione di Bulgaria |
| Neftohimik Burgas      | dettagli | Burgas       | Stadio Lazur                  | 1º posto in B PFG    |
| Pirin Goce Delčev      | dettagli | Goce Delčev  | Stadio Gradski (Goce Delčev)  | 11º posto in A PFG   |
| Slavia Sofia           | dettagli | Sofia        | Stadio Ovča Kupel             | 8º posto in A PFG    |

## Stagione Regolare

### Classifica finale
|  | Pos. | Squadra                | Pt | G  | V  | N | P  | GF | GS | DR  |
|  | ---- | ---------------------- | -- | -- | -- | - | -- | -- | -- | --- |
|  | 1.   | Ludogorec              | 58 | 26 | 18 | 4 | 4  | 57 | 14 | +43 |
|  | 2.   | Liteks Loveč           | 57 | 26 | 17 | 6 | 3  | 59 | 26 | +33 |
|  | 3.   | CSKA Sofia             | 51 | 26 | 15 | 6 | 5  | 44 | 14 | +30 |
|  | 4.   | Botev Plovdiv          | 46 | 26 | 13 | 7 | 6  | 45 | 21 | +24 |
|  | 5.   | Lokomotiv Plovdiv      | 45 | 26 | 14 | 3 | 9  | 43 | 31 | +12 |
|  | 6.   | Levski Sofia           | 44 | 26 | 13 | 5 | 8  | 45 | 24 | +21 |
|  | 7.   | Černo More Varna       | 43 | 26 | 12 | 7 | 7  | 31 | 21 | +10 |
|  | 8.   | Beroe                  | 39 | 26 | 11 | 6 | 9  | 32 | 25 | +7  |
|  | 9.   | Slavia Sofia           | 31 | 26 | 8  | 7 | 11 | 35 | 38 | -3  |
|  | 10.  | Lokomotiv Sofia        | 31 | 26 | 9  | 4 | 13 | 30 | 44 | -14 |
|  | 11.  | PSFK Černomorec Burgas | 22 | 26 | 6  | 4 | 16 | 30 | 46 | -16 |
|  | 12.  | Ljubimec 2007          | 18 | 26 | 5  | 3 | 18 | 18 | 66 | -48 |
|  | 13.  | Pirin Goce Delčev      | 15 | 26 | 4  | 3 | 19 | 23 | 71 | -48 |
|  | 14.  | Neftohimik Burgas      | 12 | 26 | 3  | 3 | 20 | 15 | 66 | -51 |

Legenda:
      Ammesse alla poule scudetto
      Ammesse alla poule retrocessione
Note:
Tre punti a vittoria, uno a pareggio, zero a sconfitta.

### Risultati
|                   | Ber  | Bot  | ČMV  | ČBu  | CSKA | Lev  | Lit  | Lju  | LPl  | LSo  | Lud  | Nef  | Pir  | Sla  |
| ----------------- | ---- | ---- | ---- | ---- | ---- | ---- | ---- | ---- | ---- | ---- | ---- | ---- | ---- | ---- |
| Beroe             | –––– | 1-0  | 0-0  | 1-1  | 1-1  | 1-0  | 2-3  | 5-0  | 3-0  | 0-1  | 0-1  | 2-0  | 2-1  | 2-1  |
| Botev Plovdiv     | 0-0  | –––– | 2-0  | 6-1  | 2-1  | 2-1  | 2-1  | 1-2  | 2-0  | 4-1  | 2-2  | 4-0  | 7-1  | 3-2  |
| Černo More Varna  | 1-1  | 1-0  | –––– | 2-0  | 2-1  | 2-1  | 1-2  | 2-0  | 1-0  | 2-2  | 3-1  | 2-1  | 2-1  | 0-0  |
| Černomorec Burgas | 1-3  | 0-2  | 1-0  | –––– | 1-2  | 1-3  | 0-0  | 5-0  | 0-1  | 2-1  | 0-2  | 2-3  | 5-0  | 2-2  |
| CSKA Sofia        | 1-0  | 0-0  | 0-0  | 3-0  | –––– | 3-0  | 1-0  | 7-0  | 0-0  | 5-0  | 0-2  | 4-0  | 2-0  | 3-0  |
| Levski Sofia      | 0-0  | 1-0  | 1-1  | 2-0  | 0-1  | –––– | 4-1  | 3-0  | 1-2  | 0-0  | 0-2  | 6-0  | 4-1  | 2-2  |
| Liteks Loveč      | 3-0  | 0-0  | 2-1  | 4-1  | 0-0  | 1-1  | –––– | 2-1  | 2-1  | 4-0  | 0-0  | 4-1  | 6-2  | 1-1  |
| Ljubimec 2007     | 1-2  | 1-0  | 0-4  | 1-2  | 0-3  | 0-2  | 1-4  | –––– | 0-2  | 2-1  | 1-0  | 1-1  | 1-0  | 2-2  |
| Lokomotiv Plovdiv | 3-1  | 0-0  | 1-0  | 1-1  | 1-0  | 2-3  | 2-5  | 5-0  | –––– | 3-1  | 0-1  | 2-0  | 2-0  | 3-1  |
| Lokomotiv Sofia   | 1-0  | 3-2  | 0-2  | 2-1  | 1-1  | 1-0  | 0-2  | 1-0  | 1-2  | –––– | 1-2  | 5-0  | 2-0  | 0-1  |
| Ludogorec         | 3-0  | 0-0  | 1-1  | 1-0  | 3-0  | 0-1  | 2-4  | 5-1  | 3-0  | 4-0  | –––– | 4-0  | 5-0  | 4-0  |
| Neftohimik Burgas | 1-3  | 0-1  | 0-1  | 1-0  | 1-3  | 1-6  | 0-2  | 1-0  | 1-3  | 0-2  | 0-3  | –––– | 0-0  | 1-1  |
| Pirin Goce Delčev | 1-0  | 1-1  | 1-0  | 2-3  | 0-1  | 0-2  | 1-5  | 5-2  | 0-6  | 2-2  | 0-3  | 3-2  | –––– | 1-3  |
| Slavia Sofia      | 0-2  | 1-2  | 2-0  | 2-0  | 0-1  | 0-1  | 1-2  | 1-1  | 4-1  | 3-1  | 0-3  | 2-0  | 3-0  | –––– |

## Poule scudetto
Le squadre mantengono i punti conquistati nella stagione regolare

### Classifica finale
|                     | Pos. | Squadra           | Pt | G  | V  | N  | P  | GF | GS | DR  |
| ------------------- | ---- | ----------------- | -- | -- | -- | -- | -- | -- | -- | --- |
| Bulgaria (bandiera) | 1.   | Ludogorec         | 84 | 38 | 25 | 9  | 4  | 74 | 20 | +54 |
|                     | 2.   | CSKA Sofia        | 72 | 38 | 21 | 9  | 8  | 56 | 20 | +36 |
|                     | 3.   | Liteks Loveč      | 72 | 38 | 21 | 9  | 8  | 74 | 37 | +37 |
|                     | 4.   | Botev Plovdiv     | 65 | 38 | 18 | 11 | 9  | 57 | 32 | +25 |
|                     | 5.   | Levski Sofia      | 62 | 38 | 19 | 5  | 14 | 59 | 39 | +20 |
|                     | 6.   | Černo More Varna  | 54 | 38 | 14 | 12 | 12 | 40 | 33 | +7  |
|                     | 7.   | Lokomotiv Plovdiv | 50 | 38 | 15 | 5  | 18 | 49 | 55 | -6  |

Legenda:
      Campione della Bulgaria e ammessa alla UEFA Champions League 2014-2015
      Ammessa alla UEFA Europa League 2014-2015
Note:
Tre punti a vittoria, uno a pareggio, zero a sconfitta.

#### Risultati
|                   | Bot  | ČMV  | CSKA | Lev  | Lit  | LPl  | Lud   |
| ----------------- | ---- | ---- | ---- | ---- | ---- | ---- | ----- |
| Botev Plovdiv     | –––– | 1-1  | 0-0  | 2-0  | 2-1  | 2-1  | 0-0   |
| Černo More Varna  | 0-1  | –––– | 0-0  | 1-2  | 1-1  | 2-0  | 1-1   |
| CSKA Sofia        | 2-0  | 2-0  | –––– | 1-0  | 2-0  | 1-1  | 0-1   |
| Levski Sofia      | 2-0  | 1-0  | 1-3  | –––– | 1-2  | 2-1  | 2-3   |
| Liteks Loveč      | 3-0  | 0-0  | 0-1  | 0-1  | –––– | 3-0  | 0-0   |
| Lokomotiv Plovdiv | 0-3  | 0-2  | 2-0  | 0-2  | 0-5  | –––– | 1-1   |
| Ludogorec         | 1-1  | 3-1  | 1-0  | 2-0  | 3-0  | 1-0  | ––––- |

## Poule retrocessione

### Classifica finale
|  | Pos. | Squadra                | Pt | G  | V  | N | P  | GF | GS  | DR  |
|  | ---- | ---------------------- | -- | -- | -- | - | -- | -- | --- | --- |
|  | 1.   | Beroe                  | 70 | 38 | 21 | 7 | 10 | 58 | 29  | +29 |
|  | 2.   | Lokomotiv Sofia        | 55 | 38 | 16 | 7 | 15 | 57 | 46  | +11 |
|  | 3.   | Slavia Sofia           | 54 | 38 | 16 | 6 | 16 | 46 | 52  | -6  |
|  | 4.   | PSFK Černomorec Burgas | 44 | 38 | 13 | 5 | 20 | 56 | 62  | -6  |
|  | 5.   | Neftohimik Burgas      | 25 | 38 | 7  | 4 | 27 | 26 | 92  | -66 |
|  | 6.   | Pirin Goce Delčev      | 22 | 38 | 6  | 4 | 28 | 36 | 91  | -55 |
|  | 7.   | Ljubimec 2007          | 21 | 38 | 6  | 3 | 29 | 25 | 104 | -79 |

Legenda:
      Retrocesse in B Profesionalna Futblona Grupa 2014-2015
Note:
Tre punti a vittoria, uno a pareggio, zero a sconfitta.

#### Risultati
|                   | Ber  | ČBu  | Lju  | LSo  | Nef  | Pir  | Sla   |
| ----------------- | ---- | ---- | ---- | ---- | ---- | ---- | ----- |
| Beroe             | –––– | 3-0  | 4-1  | 1-0  | 3-0  | 2-1  | 1-0   |
| Černomorec Burgas | 0-5  | –––– | 5-0  | 1-2  | 4-0  | 4-0  | 2-1   |
| Ljubimec 2007     | 0-4  | 0-4  | –––– | 0-2  | 1-2  | 1-2  | 1-2   |
| Lokomotiv Sofia   | 0-0  | 1-1  | 1-2  | –––– | 3-0  | 1-0  | 2-0   |
| Neftohimik Burgas | 1-0  | 2-3  | 3-1  | 0-2  | –––– | 2-1  | 0-3   |
| Pirin Goce Delčev | 1-2  | 1-2  | 5-0  | 1-2  | 0-0  | –––– | 0-2   |
| Slavia Sofia      | 0-1  | 1-0  | 4-0  | 2-0  | 5-1  | 2-0  | ––––- |

## Statistiche

### Classifica marcatori
| Gol |  |  | Giocatore               | Squadra           |
| --- |  |  | ----------------------- | ----------------- |
| 20  |  |  | Martin Kamburov         | Lokomotiv Plovdiv |
| 20  |  |  | Wilmar Jordán           | Liteks Loveč      |
| 16  |  |  | Marquinhos              | Lokomotiv Sofia   |
| 14  |  |  | Simeon Slavčev          | Liteks Loveč      |
| 13  |  |  | Roman Bezjak            | Ludogorec         |
| 13  |  |  | Georgi Andonov          | Beroe             |
| 11  |  |  | Atanas Kurdov           | Slavia Sofia      |
| 11  |  |  | Garry Rodrigues         | Levski Sofia      |
| 11  |  |  | Bacari                  | Černo More Varna  |
| 10  |  |  | Anicet Andrianantenaina | Botev Plovdiv     |
| 10  |  |  | Armando Vajushi         | Liteks Loveč      |
| 9   |  |  | Jürgen Gjasula          | Liteks Loveč      |
| 9   |  |  | Romario Kortzorg        | Botev Plovdiv     |
| 9   |  |  | Emil Gărgorov           | Ludogorec         |
| 9   |  |  | Virgil Misidjan         | Ludogorec         |
| 9   |  |  | Marcelinho              | Ludogorec         |
| 9   |  |  | Galin Ivanov            | Slavia Sofia      |

## Verdetti finali
- Campione di Bulgaria: Ludogorec
- In UEFA Champions League 2014-2015: Ludogorec
- In UEFA Europa League 2014-2015: CSKA Sofia, Liteks Loveč e Botev Plovdiv
- Retrocesse in B PFG: PSFK Černomorec Burgas, Neftohimik Burgas, Ljubimec 2007 e Pirin Goce Delčev